# Ammothereva lehri
Ammothereva lehri är en tvåvingeart som först beskrevs av Zaitzev 1973.  Ammothereva lehri ingår i släktet Ammothereva och familjen stilettflugor. Inga underarter finns listade i Catalogue of Life.